# Abraham van den Blocke
Abraham van den Blocke, (Königsberg, c. 1572-Gdansk, 31 de enero de 1628) fue un arquitecto y escultor de origen flamenco.  
Realizó el altar mayor para la Iglesia de San Juan en piedra arenisca gris y mármol marrón y doce metros de altura; de 1599 a 1612; año en que se convirtió en arquitecto municipal.
Diseñó el Viejo Arsenal (1601-1609), y el Antiguo Ayuntamiento (1587-1595), en estilo renacentista flamenco junto con Jan Strakowski y Antony van Obbergen.
Construyó el granero real para el rey Segismundo III Vasa iniciado en 1606 y terminado en 1608; convertido hoy día en el Hotel Królewski.
Diseñó la tumba de Simón y Judith Bahr de 1614 a 1620 en la Iglesia de Santa María. Además realizó el epitafio de la familia Schachmann de 1607 a 1625.
Se le encargó dar a la calle principal (Ulica Długa) una puerta adecuada; el resultado fue la Puerta dorada, construida en estilo renacentista italiano.

## Biografía
Hijo mayor de Willem van den Blocke y su esposa Dorotea y hermano de Jacob van den Blocke, Isaac van den Blocke y David van den Blocke; quienes eran pintores. En 1584 la familia vivía en Gdansk, donde fue entrenado como escultor en el taller de su padre. Se mudó a los Países Bajos para sus estudios en 1590 hasta 1595 y se convirtió en ciudadano de Gdansk en 1596. Se convirtió en maestro en 1597 y estableció su propio taller en 1598. Murió en Gdansk durante la plaga de 1628.

## Obra
|                                         |
| Altar de la Iglesia de San Juan (1612). |

|                       |
| Puerta dorada (1614). |

|                         |
| Corte de Arturo (1617). |

|                           |
| Fuente de Neptuno (1633). |